# Letting Go (Wilfred)
«Letting Go» (en español «Dejarlo ir») es el segundo episodio perteneciente a la segunda temporada de la serie de televisión cómica Wilfred. Fue estrenado el 28 de junio de 2012 en Estados Unidos por FX y el 11 de noviembre de 2012 en Hispanoamérica, igual por FX. A pesar de ser el segundo episodio, es considerado el primero, debido a que progress es solo un especial. En el episodio Wilfred trata a Ryan como un egoísta.

## Cita del comienzo
"Algunos piensan que aferrarse nos hace más fuertes,pero a veces es mejor dejarlo ir."
Herman Hesse

## Argumento
Cuando Ryan decide visitar a Wilfred y Jenna, descubre que Jenna tiene un anillo de compromiso. Drew le dice a Ryan que se mudará permanentemente a Los Ángeles. Jenna llama a Wilfred, pero él solo ignora a Ryan, comportándose respetuosamente con Drew. Ryan ve que Wilfred entusiasmado juega a lanzar la pelota junto con Drew, él menciona que después del accidente, se lo llevó a Wisconsin, y ahí juntos comenzaron esa amistad, estuvieron entrenando, pero cuando Wilfred escucha de Drew que no lograra mucho, se decepciona. Ryan piensa que Wilfred aún no lo recuerda, pero en realidad si. Ryan le recuerda a Wilfred que antes él odiaba a Drew, Wilfred contesta que después del accidente Drew lo ayudó a recuperarse. Al escuchar una pelea entre Drew y Jenna, Ryan le pregunta si sería lo correcto decirle la verdad, Wilfred dice que solo es un egoísta y ahora él lo resolverá todo por él mismo.
En su nuevo trabajo, Amanda habla con Ryan acerca de si algún día podrían salir a cenar, al no dar una respuesta concreta,  ella piensa que tiene novia y se marcha. En un paseo por la playa Ryan encuentra a Wilfred ejercitándose, él indirectamente le pide consejos para poder ayudar a Jenna, sin embargo, Wilfred continua llamándolo egoísta, pues mientras él está ocupado tratando de arreglar los problemas de Jenna no ve los problemas de autoestima que Wilfred tiene debido a que Drew no lo considera como alguien que sea capaz de ganar trofeos. Por su camino, ven como un hombre entrena con su perro, diciendo que será por una competencia que habrá ahí mismo, Wilfred entonces se da cuenta de que si gana Drew lo verá como un campeón; sin embargo, Jenna no lo dejaría que lo inscribiera pues ella está muy cansada de la actitud que tiene Drew frente a una competencia deportiva, Ryan se ofrece inscribir a Wilfred y así tendrían un trato, Wilfred ayudando a Ryan con Jenna y Ryan ayudando a Wilfred con la competencia. Más tarde en el sótano, Wilfred analiza que es la parte que más se le dificulta a la hora de hacer ejercicios pero se desanima al saber que no podrá vencer a Jellybeans su mayor rival. Wilfred decide utilizar Esteroides y obliga a Ryan a conseguirlos, de lo contrario, el trato terminaría. Ryan pregunta a un hombre que estaba haciendo ejercicio en el parque, pero no tuvo resultados, otro hombre dice que él si puede venderle. Estando en un lugar lejos, el hombre pide a cambio de la drogas que le den sexo oral, sin embargo, Ryan no acepta y se marcha, Wilfred reitera que es muy egoísta, Ryan lo vuelve a pensar y decide comprarlo sin necesidad del sexo oral.
En la competencia, Jenna y Drew llegan a ver a Wilfred, ella le comentó a Ryan que su relación va mejor desde que Wilfred comenzó a entrenar y les dio espacio para ellos dos, pero aunque ella dijo eso, Ryan cree que solo es otra mentira. Cuando es turno de Wilfred, él exige sus píldoras, Ryan al final decide no dárselas por los daños que puede tener, Wilfred se molesta con él y comienza sentirse demasiado nervioso porque Drew jamás lo verá como un ganador. Frente al pesimismo de Wilfred, Ryan le coloca un collar sabiendo que él desprecia totalmente los collares, de esa manera Wilfred se exalta y comienza la competencia. Más tarde Ryan les confirma a Drew y Jenna que asistirá a su boda, Wilfred orgullosamente enseña a Drew su medalla de participante, Drew se ríe de Wilfred lo que provoca su enojo y él dice que para romper el compromiso de Jenna tiene que ponerle los esteroides en la maleta de Drew. Ryan dice que solo hay que dejarlo ir. El episodio finaliza cuando en el sótano, Ryan le comenta a Wilfred que aceptó salir con Amanda, su compañera de trabajo.

## Recepción

### Audiencia
"Letting Go" fue visto originalmente por 2.53 millones de personas en su estreno original en Estados Unidos, obteniendo 1.2 en el grupo demográfico 18-49. Esto lo hace el segundo episodio más visto de la serie, después de Happiness. 

### Recepción crítica
Rowan Kaiser de The A.V Club dio al episodio una «B» diciendo: "Letting Go adopta una estructura más convencional:Ryan y Wilfred pasando el rato, manipulándose el uno al otro, y se meten en situaciones cada vez más extrañas, con Jenna y Drew en la periferia. Esto es lo que Wilfred parecía la mayor parte de la primera temporada. Ese potencial es fascinante."